# Offensive de Tabora
Campagne d'Afrique de l'Est
Batailles
- Bataille du lac Tanganyika
- Bataille de Tabora

L’offensive de Tabora est une offensive anglo-belge en Afrique orientale allemande d'avril à septembre 1916, qui s’est terminée par la bataille de Tabora en actuelle Tanzanie.
Les forces du Congo belge franchissent la frontière avec l’Afrique orientale allemande et s’emparent de la ville portuaire de Kigoma et de la ville de Tabora. En août, une plus petite force sous le commandement du brigadier général sud-africain Crewe, lance une attaque parallèle depuis l’Ouganda, visant également à prendre Tabora. L'achèvement de l’offensive de Tabora a non seulement laissé une grande partie du territoire du Ruanda-Urundi sous occupation militaire belge, mais a également donné aux Alliés le contrôle de l’important chemin de fer Tanganjikabahn.

## Contexte

### Début de la guerre
La colonie allemande en Afrique de l’Est est une menace pour le Congo belge, mais le gouvernement belge espère maintenir sa neutralité en Afrique. La Force publique est contrainte d’adopter une stratégie défensive jusqu’au 15 août 1914, lorsque des navires allemands bombardent le port de Mokolobu puis le poste de Lukuga une semaine plus tard, le 22. Le 24 septembre, les Allemands occupent l’île de Kwijwi, prenant ainsi le contrôle du lac Kivu. Le 23 octobre, le navire à vapeur Hedwig von Wissmann coule le Alexandre Delcommune belge sur le lac Tanganyika, près de Mtoa. En novembre de la même année, deux navires allemands abordent et coulent le Cecil Rhodes du lac Tanganyika. Après l’offensive britannique dans la région nord-est de l’Afrique orientale allemande et le débarquement à Tanga en 1914, l’ouest de la colonie est jugé plus urgent comme théâtre d’opérations en 1915 par le commandement allemand. Le général Paul von Lettow-Vorbeck a trois intérêts stratégiques vitaux : le contrôle de l’Ouest, la navigation sur le lac Tanganyika, la tête du chemin de fer central à Kigoma, et la sécurité des principaux approvisionnements alimentaires de l’armée dans la région de Neu Langenburg.

### Conflit pour le lac Tanganyika
Dès mars 1915, le général belge Charles Tombeur demande au gouvernement une petite flotte, un sous-marin et des hydravions. En premier lieu, le ministre belge Jules Renkin refuse cette demande, mais en juin les Britanniques s’engagent à soutenir les Belges dans la reprise du contrôle du lac Tanganyika. Les HMS Mimi et Toutou, deux bateaux à moteur britanniques, qui sont transportés en Afrique du Sud et de là par chemin de fer, par rivière et en étant traînés à travers la jungle africaine, jusqu’au lac Tanganyika, sont lancés sur le lac à la fin de décembre 1915. Deux engagements navals ont lieu entre des éléments de la Royal Navy, de la Force Publique et de la Kaiserliche Marine. Lors de la première action, le 26 décembre 1915, le Kingani est endommagé et capturé, devenant le HMS Fifi. L’Empire allemand maintient un troisième grand vaisseau lourdement armé sur le lac, le Graf von Götzen, mis sur le terrain le 8 juin. Lors de la deuxième action, au début de février 1916, la petite flotte de Mimi, Fifi, Dix-Tonne et Netta submerge et coule le Hedwig von Wissmann.

## Déroulement

### Invasion de l'Afrique orientale
En avril 1916, deux colonnes de la Force publique avancent sur Tabora. La première colonne, la Brigade Nord, sous le commandement du colonel Philippe Molitor, franchit la frontière allemande de l’Afrique orientale au nord du lac Kivu et occupe Kigali le 6 mai 1916. Après la conquête du Rwanda en mai 1916, la brigade avance vers le Biharamulo le 24 juin. Molitor atteint le lac Victoria près de Mwanza le 30 juillet, après de violents combats dans la région d’Ussuwi, y compris une escarmouche sanglante à Kato le 2 juillet. Saint Michaël tombe le 21 août.
La deuxième colonne, la Brigade Sud, occupe Bujumbura le 6 juin et Gitega le 16 juin. Au début de juillet, ils avancent vers le sud à partir de Bujumbura le long de la rive orientale du lac Tanganyika. Le navire belge Netta navigue le long de la côte nord-est en soutien à l’offensive terrestre, cette présence navale conduit à l’abandon des villes côtières de Rumonge et Nyanza par la Schutztruppe. Le 18 juillet, les fortifications de Kigoma sont bombardées par deux hydravions belges et un dépôt de pétrole est incendié. Le 19 juillet, des photographies aériennes sont prises et des tracts de propagande sont largués sur la vieille ville d’Ujiji, imprimés en swahili, pour préparer la population locale à l’arrivée des troupes alliées. La Brigade Sud prend le fort de Kasulu le 24 juillet. Les Britanniques fournissent aux Belges quatre hydravions Short Type 827 pour attaquer Götzen à Kigoma. Plusieurs bombardements sont effectués, mais à l’insu des Britanniques ou des Belges, Gustav Zimmer reçoit l’ordre de son commandant, Lettow-Vorbeck, de retirer la plupart de l’armement de Götzen puis ce dernier ordonne que le navire soit sabordé,,.

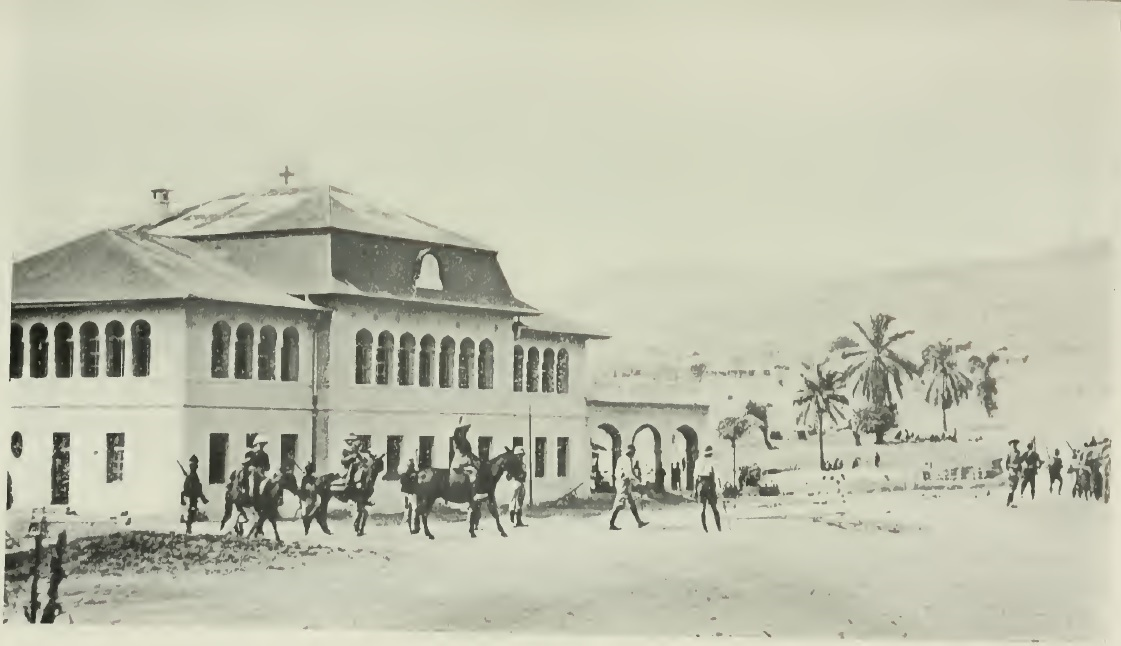
Brigade Sud de la Force Publique à Kigoma en août 1916.

Le 27 juillet, Netta bombarde des cibles au sud de Kigoma. Plus tard dans la journée, les Alliés s’emparent d’un pont ferroviaire près du port, avançant du nord et de l’est, ce qui menace d’isoler complètement Kigoma. Cela conduit le commandant de la marine allemande sur le lac, Zimmer, à se retirer de la ville et à se diriger vers le sud par chemin de fer et en utilisant Mwami, un navire à vapeur envoyé de Dar es Salam par chemin de fer. Le 28 juillet, Netta surprit le bateau allemand Wami, alors qu’il décharge des troupes et des fournitures, il est sabordé par son équipage après avoir été enfermé. Le 29 juillet, la Brigade Sud s’empare du port de Kigoma, terminus de la ligne de chemin de fer stratégique de Dar Es Salaam passant par Tabora à Kigoma, et le 2 août, Ujiji est sous contrôle allié. Après le retrait allemand du lac, le contrôle de la surface du lac Tanganyika est passé aux Britanniques et aux Belges.
Au début d’août 1916, les deux colonnes commencent leur marche convergente vers Tabora. La petite force britannique, commandée par le brigadier général sud-africain Charles Crewe, s’empare de Mwanza le 14 juillet et de Shinyanga le 28 août. Crewe est dans une course avec les forces belges pour atteindre Tabora, mais la force britannique est ralentie en raison de graves problèmes d’approvisionnement.

### Bataille de Tabora

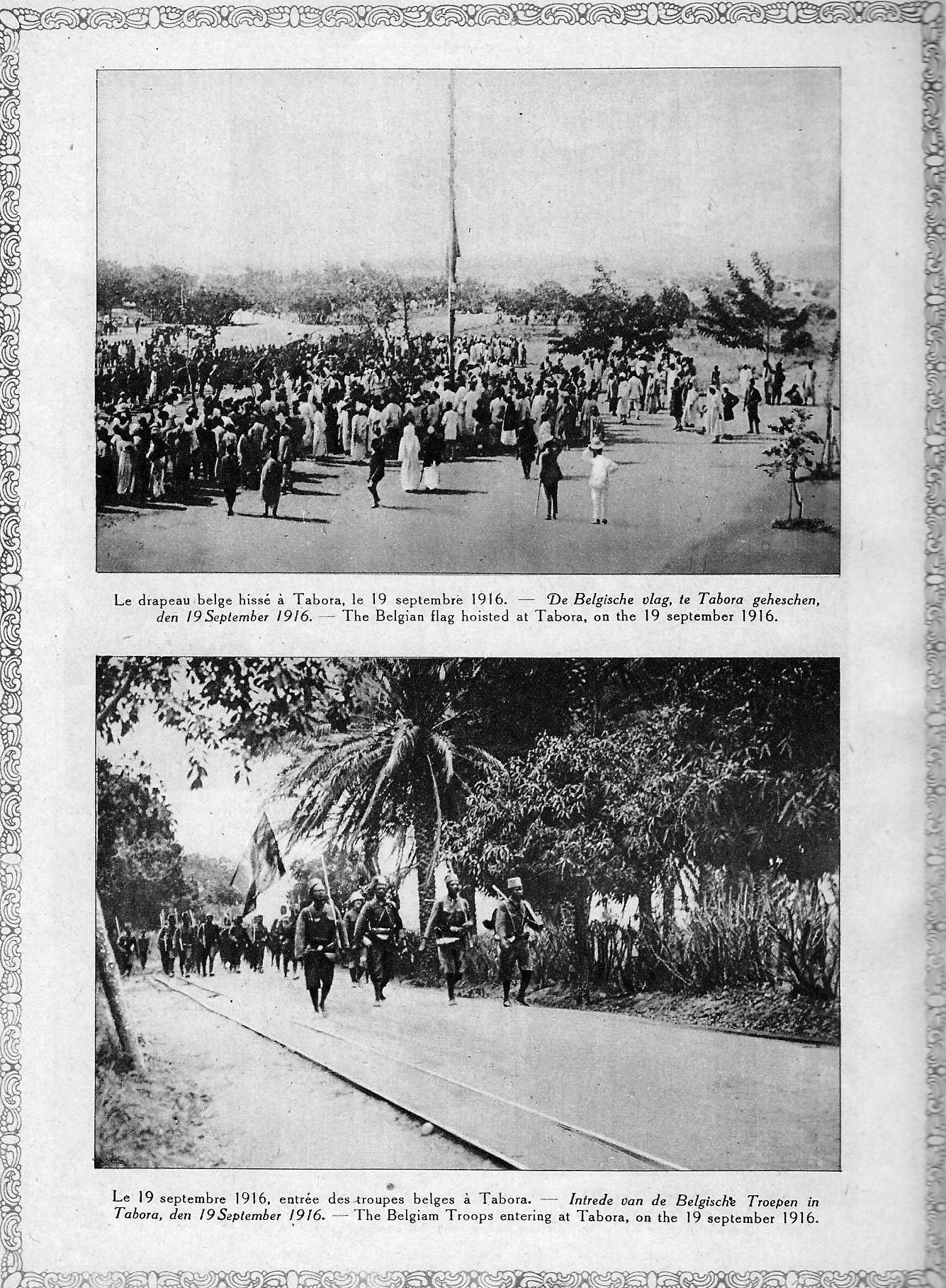
La prise de Tabora par l’armée belge le 19 septembre 1916.

La Brigade Sud commandée par le colonel Frederik-Valdemar Olsen avance vers Tabora en suivant le chemin de fer du Tanganyika, que les Allemands détruisent en se retirant vers l’est. Tabora est une plaine ouverte entourée de collines, que le major général allemand Wahle a utilisée pour construire ses défenses. La Brigade Sud prend le contrôle de la gare allemande d’Usoke le 30 août. En réponse Wahle envoie des renforts de Tabora à Usoke par train. Les Schutztruppen allemands lancent la contre-attaque sur Usoke les 2 et 3 septembre, qui est repoussée par la Force publique. Le 7 septembre, le général Wahle lance une nouvelle contre-attaque sur la gare d’Usoke, cette fois un canon naval est monté sur l’un des wagons,. Les deux camps subissent de lourdes pertes, la gare est bombardée, la Force publique lance une attaque et les Allemands sont repoussés.
Lorsque la dernière résistance à Usoke est brisée, les Belges avancent pour atteindre les défenses allemandes de Tabora à Lulanguru le 8 septembre. La Brigade Sud mène les actions offensives pendant les quatre jours suivants, se rapprochant de Tabora par l’ouest. Wahle établit ses principales positions à Itaga, au nord de Tabora. Du 10 au 12 septembre, la Brigade Nord rencontre une forte résistance allemande dans les collines d’Itaga, où elle subit des pertes considérables. À ce moment-là, les forces de Wahle sont réduites à 1 100 fusils et les désertions de ses soldats askaris se multiplient. Il dissout l’unité navale sous son commandement et redistribue ces soldats entre les compagnies de campagne. Le 16 septembre, les Allemands interceptent une lettre de Crewe destinée au colonel Molitor, qui indique que l’offensive principale par le nord est prévue pour le 19 septembre. Après de violents combats, l’armée allemande se retire en trois colonnes vers le sud-est, deux suivant d’abord la voie ferrée et une pour aller plein sud de Tabora à Sikonge. Les autorités civiles de Tabora se rendent aux troupes de la Force publique le 19 septembre.

## Conséquences

### Bilan de la campagne

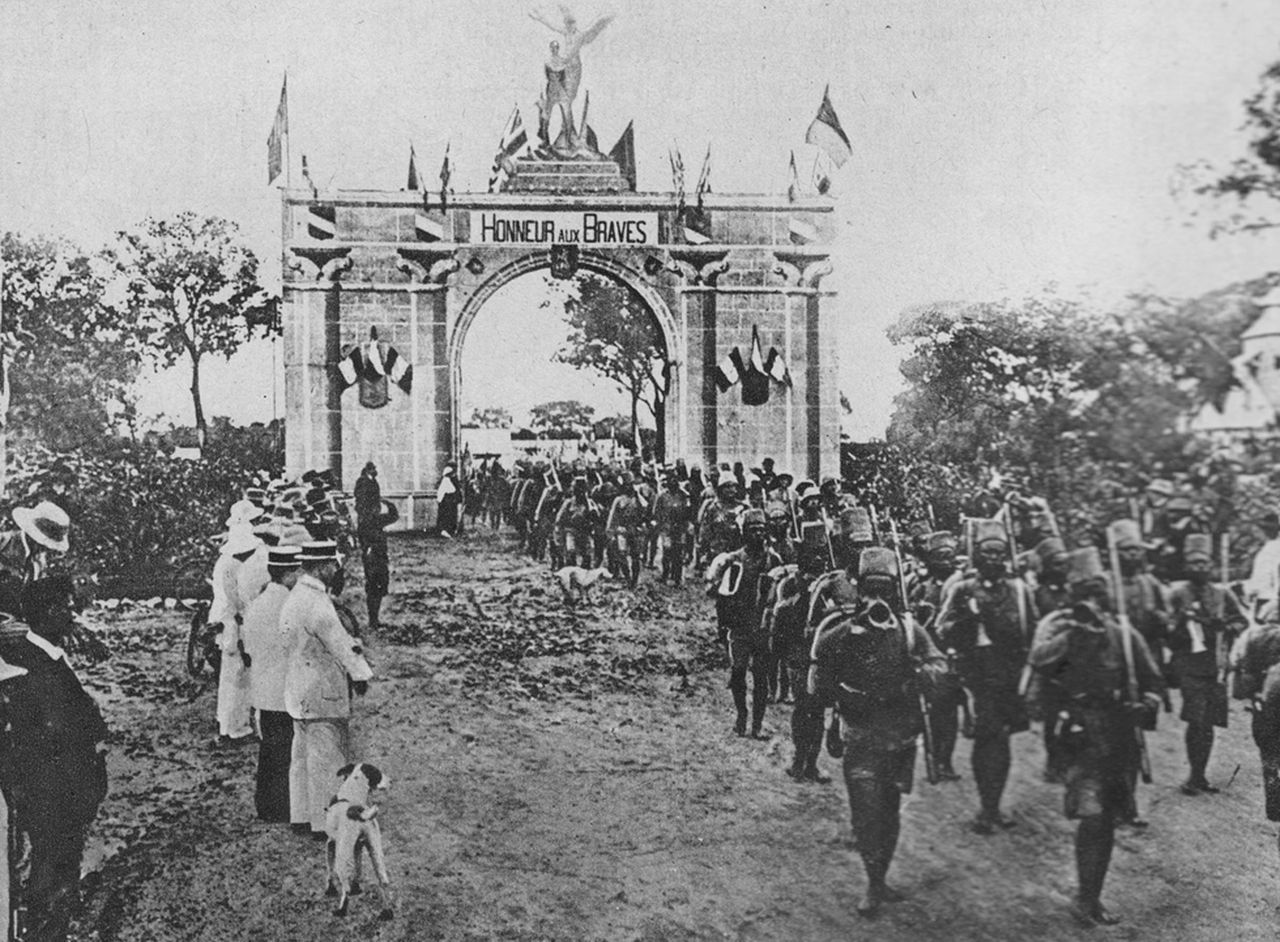
L’entrée triomphale à Elisabethville des troupes de la Force Publique à leur retour de Tabora en 1917.

Les Belges libèrent environ 200 prisonniers de guerre alliés et 228 soldats allemands sont capturés. La Force publique perd 1 300 soldats. Le 3 octobre, après que les Alliés ont établi le contrôle de la région des Grands Lacs africains, la Lake Force est dissoute. Les trois colonnes de Wahle, en prévision d’une poursuite alliée, se retirent à un rythme rapide vers Iringa et Mahenge, dans le but de se réunir avec Lettow. Le général Wahle s’est retrouvé sur un terrain inexploré et inhabité, sans eau ni nourriture à sa disposition.
À la suite de l’offensive de Tabora, les gouvernements britannique et belge conviennent le 19 janvier 1917 que ce dernier retirerait la majorité de ses forces au Rwanda et à l’Urundi. Il reste 2 000 soldats pour sécuriser les territoires occupés, comme proposé par le général Smuts et pour mener à bien sa campagne militaire en Afrique orientale allemande. Le 25 février, les Britanniques obtiennent le contrôle de Tabora.

### Fin de la guerre
En raison de la résistance des Allemands et de leur expérience croissante dans les tactiques de guérilla, les troupes de la Force publique sont déplacées dans la région de Dodoma-Kilosa en juillet 1917, à la demande du gouvernement britannique et marchent sur Mahenge en septembre 1917.  Après l’offensive de Mahenge et la prise de Mahenge en octobre 1917, l’armée coloniale belge contrôle environ un tiers de l’Afrique orientale allemande. À la fin de 1917, une partie des unités qui ont pris Mahenge est envoyée à la voie ferrée centrale pour être redéployée à Kilwa et Lindi.
Les unités britanniques repoussent la Schutztruppe vers le sud et le 23 novembre, Lettow-Vorbeck passe au Mozambique pour piller les approvisionnements des garnisons portugaises. Les Allemands combattent la bataille de Negomano pendant laquelle la garnison portugaise est mise en déroute, puis marchent à travers le Mozambique pendant neuf mois, mais n’ont pas pu gagner beaucoup de forces. Au Mozambique, la Schutztruppe remporte un certain nombre de victoires importantes qui lui permettent de rester active mais frôlent également la destruction lors de la bataille de Lioma et de la bataille de Pere Hills. Après l'armistice du 11 novembre, pendant lequel l'Allemagne admet sa défaite en Europe, Lettow-Vorbeck offre sa reddition aux Britanniques à Abercorn, le 25.